# 光辉圆扇蟹
光辉圆扇蟹（学名：Sphaerozius nitidus）为扇蟹科圆扇蟹属的动物。分布于朝鲜、日本、夏威夷、泰国、红海、马达加斯加、南非以及中国大陆的广东、福建、浙江、山东等地，生活环境为海水，常生活于低潮线下的岩石缝中。